# 格蘭特·吉爾克里斯特
格蘭特·吉爾克里斯特（英語：Grant Gilchrist；1990年8月9日—）是一位蘇格蘭橄欖球運動員。他是蘇格蘭國家橄欖球隊的一員，代表蘇格蘭參加了2015年世界盃橄欖球賽。在進入成人隊之前，他已經是蘇格蘭青年隊的成員。他也代表蘇格蘭參加了六國賽。